# Le Cul de Judas
Os Cus de Judas
Le Cul de Judas (titre original (pt) Os Cus de Judas) est le deuxième roman de l'écrivain portugais Antonio Lobo Antunes publié en 1979. Là encore, si on peut parler de roman autobiographique, on retrouve de nombreux détails de sa vie.

## Le roman
Le roman est un long dialogue entre le narrateur et une femme rencontrée dans un bar. L'homme raconte sa descente en enfer dans ce "cul de judas" (l'équivalent du "trou du cul du monde" français) que fut la guerre d'Angola. Il y fut envoyé tout jeune en tant que médecin. La chaleur et l’ennui au quotidien tuent autant que les attaques de la guérilla. 
On peut dire que ce roman fait partie d’une trilogie dans laquelle l’auteur évoque son expérience en Angola mais aussi l’avant et l’après. Il dévoile le profond changement dans sa vie quotidienne mais surtout la prise de conscience de la réalité du Portugal.
Comme dans son premier roman, on retrouve une unité de temps : le roman commence un soir et se termine au petit matin suivant. Le narrateur pourrait d'ailleurs être le même. On peut le reconnaître par de nombreux détails. Après s'être intéressé à sa vie professionnelle actuelle, ce roman se focalise plutôt sur son expérience en Angola. Le même sentiment de trahison l’envahit : il a l’impression de jouer le jeu de la caste dirigeante et de trahir les siens. Lui aussi se voit incapable de mener convenablement une vie de famille à son retour. 
Depuis Voyage au bout de la nuit de Céline, rarement on aura aussi violemment montré la guerre dans ce qu’elle a d’absurde : une jeunesse envoyée à l’abattoir, une caste au pouvoir tirant les ficelles, manipulant le pays à coup de discours de grandeur afin de mieux dissimuler ses véritables motivations. 
Peu de livres d'histoire révèlent aussi clairement les conflits qui tourmentent la société portugaise de ces années : même après la révolution, la société est tiraillée entre l'acquis et le naturel. Comment se comporter en héros quand on ne rêve que de se blottir dans les bras d'une femme, comment endosser le costume traditionnel du mâle portugais quand on constate chaque jour sa fragilité, comment respecter une Église qui s'est compromise avec le régime, comment respecter la famille qui s'évertue à perpétuer l'ordre et la vertu alors que nos pulsions nous poussent à la liberté, comment dénoncer cette société bourgeoise résignée dans laquelle on aimerait pourtant s'intégrer. Comme chez Fernando Pessoa, il y a chez Lobo Antunes, la perte d'une certaine naïveté qui permettrait de vivre sans se poser de questions la vie de ses semblables.  

## Théâtre
Une adaptation théâtrale du Cul de Judas a été montée à Paris en 2007 par le comédien et metteur en scène François Duval